# Coryllis de Ceylan
Loriculus beryllinus
Espèce
Statut de conservation UICN

 LC  : Préoccupation mineure
Statut CITES
Le Coryllis de Ceylan ou Loricule de Ceylan (Loriculus beryllinus) est une espèce de psittacidés endémique du Sri Lanka.

## Morphologie
C'est un petit perroquet d'environ 14 cm de long, à la queue courte. De teinte majoritairement verte, l'adulte présente des zones rouges sur la tête, le bec et le croupion, ainsi qu'une tache jaune-orangé sur le dos. Ces teintes vives sont absentes ou plus ternes chez le juvénile.

## Comportement
Il n'effectue que des déplacements locaux, principalement motivés par la disponibilité des fruits, graines, bourgeons et inflorescences qui constituent son régime alimentaire.
Strictement arboricole, il ne descend jamais au sol, et préfère se percher tête en bas comme une chauve-souris (d'où son nom anglais de hanging parrot).
Peu grégaire, il est généralement solitaire ou en petit groupe en dehors de la saison des amours. Son vol est rapide et direct ; son cri est un sifflement sec touiouitouit.
La femelle pond 2 à 3 œufs blancs dans un nid construit dans un trou dans un arbre.

## Répartition et habitat
Cette espèce est endémique du Sri Lanka.
Elle est plus commune dans la zone humide de ce pays, mais peut se rencontrer au bord des rivières de la zone sèche. Elle préfère la végétation moins dense de la forêt intermédiaire.

## L'animal et l'homme

### Statut et préservation
Selon l'IUCN, la population de cet oiseau est suffisante pour qu'il soit décrit comme étant commun sur son aire de répartition, estimée en 1997 à 20 000/50 000 km². Leur effectif ne semble pas avoir sensiblement diminué pour le moment. Pour ces raisons, l'UICN a classé l'espèce dans la catégorie "préoccupation mineure".
De son côté la CITES a placé cet oiseau en annexe II depuis le 06/06/81, mais la Suisse et le Liechtenstein ont annoncé le  20/03/87 qu'ils ne respecteraient plus la convention.

### Noms vernaculaires
Dans son aire de répartition naturelle cet oiseau porte le nom de girā malichchā et pol girawā en cingalais et de kanni-kili ou thennang-kili en tamoul.

### Philatélie
Cette espèce a été représentée en 1979 sur un timbre du Sri Lanka.